# Ole Gunnar Solskjær
Ole Gunnar Solskjær (født 26. februar 1973 i Kristiansund) er en tidligere norsk fodboldspiller og nuværende fodboldtræner for Besiktas.
Som spiller er han bedst kendt som angriber i Manchester United, hvor han spillede fra 1996 til 2007. Som træner har han været træner for bl.a. Cardiff City F.C. (2014) og Manchester United (2018-21).

## Karriere

### Spiller
Solskjær begyndte at spille fodbold i den norske 3. divisionsklub Clausenengen. Som 17-årig gjorde han indtryk med 17 mål i seks kampe i Otta Cup. I sin periode i klubben scorede han over et mål per kamp i gennemsnit, og derfor tiltrak han opmærksomhed fra større klubber. Det blev Åge Hareide, der som træner i klubben, hentede Solskjær til Molde FK, og for denne klub scorede han i sin første sæson 20 mål i Tippeligaen, 31 mål i 38 kampe på to sæsoner.
Samtidig debuterede han på det norske landshold, hvor han scorede det norske mål i venskabskampen mod Jamaica; den endte 1-1. Nu blev der interesse for ham i udlandet, og han endte med at blive solgt til Manchester United i 1996. Han fik straks succes i klubben, da han scorede 18 mål i debutsæsonen. Han fik hurtigt tilnavnet "Baby-Faced Assassin" ("Dræberen med babyansigtet"), og skønt han af og til var plaget af skader, scorede han 108 mål i sine 235 ligakampe for Manchester United. En af hans imponerende præstationer, var, da han i en kamp mod Nottingham Forest blev skiftet ind mod slutningen af kampen, formåede at score fire mål på ti minutter. Han var også med til at vinde The Treble 1998-99 og heri scorede sejrsmålet i 2-1-sejren i Champions League-finalen 1999 mod Bayern München.
Som landsholdsspiller var Solskjær med ved to slutrunder, VM 1998 og EM 2000. Han spillede i alt 67 landskampe og scorede 23 mål.

### Træner
Han begyndte sin trænerkarriere for Manchester Uniteds andethold, inden han i 2011 vendte tilbage til norske Molde, hvor han tidligere også havde spillet. Den walisiske Premier League-klub Cardiff City F.C. ansatte Solskjær som manager i begyndelsen af 2014, men det lykkedes ham ikke at skabe ret gode resultater, så i september samme år blev han afskediget. I 2015 blev han igen cheftræner i Molde.
Den 19. december 2018 blev han midlertidig træner for Manchester Uniteds førstehold efter fyringen af José Mourinho. Efter en periode med 14 sejre og blot tre nederlag i 19 kampe til United samt sejr i ottendelsfinalen i Champions League over Paris St. Germain blev Solskjær belønnet med en kontrakt frem til sommeren 2022.
Efter en række skuffende resultater i efteråret 2021, blev Solskjær fyret og erstattet af Ralf Rangnick.  